# Paavo Lipponen
Paavo Tapio Lipponen (23. dubna 1941, Turtola) je finský politik a bývalý premiér Finska.

## Životopis
Paavo Lipponen vystudoval filozofii a literaturu na Dartmouth College v USA a po návratu do Finska v roce 1961 mezinárodní vztahy na Helsinské univerzitě. V USA poznal také Ailu-Marju Nikupeteriovou, se kterou se roku 1963 oženil a o rok později se jim narodila dcera, Paulamaria. V těchto letech pracoval jako novinář na volné noze.
V roce 1979 se stal sekretářem tehdejšího finského premiéra a pozdějšího prezidenta, Mauna Koivista. V letech 1983–1987 a 1991–2007 byl členem finského parlamentu. V roce 1993 se stal předsedou Sociálně demokratické strany Finska. O dva roky později jeho strana zvítězila ve volbách, a stal se tak premiérem Finska. Díky tvrdé fiskální politice Lipponenovy vlády se Finsko stalo členem Evropské měnové unie a v roce 1999 přijalo euro.
Během devadesátých se let se jeho manželství rozpadlo a v roce 1997 se rozvedl. O rok později se oženil podruhé, s o 26 let mladší Päivi Hertzbergovou (rozená Hiltunenová). Narodily se jim dvě dcery, Emilia (nar. 1998) a Sofia (nar. 2000).
V roce 2012 se zúčastnil prezidentských voleb ve Finsku, kde získal v prvním kole 6,7 % hlasů.
Mezi jeho koníčky patří literatura, architektura a vodní pólo.

## Vyznamenání
- Řád bílé hvězdy I. třídy – Estonsko, 16. května 1995[2]
- velkokříž Řádu islandského sokola – Island, 26. srpna 1997[3]
- Řád kříže země Panny Marie I. třídy – Estonsko, 16. listopadu 2001[4]
- velkokříž Řádu prince Jindřicha – Portugalsko, 24. října 2002[5]
- velkokříž Řádu litevského velkoknížete Gediminase – Litva, 21. dubna 2004[6]
- velkodůstojník Řádu tří hvězd – Lotyšsko, 16. října 2004 – udělila prezidentka Vaira Vīķe-Freiberga[7]
- Řád přátelství – Rusko, 24. prosince 2007 – udělil ruský prezident Vladimir Putin za velký přínos k posílení a rozvoji přátelství a spolupráce mezi národy Ruska a Finska[8]